# Heteropoda truncus
Heteropoda truncus este o specie de păianjeni din genul Heteropoda, familia Sparassidae. A fost descrisă pentru prima dată de Mccook, 1878. Conform Catalogue of Life specia Heteropoda truncus nu are subspecii cunoscute.